# Dalton Eiley
Dalton Calbert Eiley Jr. (ur. 10 grudnia 1983) – belizeński piłkarz występujący na pozycji środkowego obrońcy, obecnie zawodnik Placencia Assassins.

## Kariera klubowa
Eiley rozpoczynał swoją karierę piłkarską w zespole Placencia Pirates, z którym nie osiągnął jednak większych sukcesów. Po upływie kilku sezonów przeszedł do ekipy Tex Mar Boys z siedzibą w mieście Mango Creek. W jego barwach w 2007 roku triumfował w Super League of Belize, rozgrywkach niezrzeszonych w Belizeńskim Związki Piłki Nożnej, będąc podstawowym graczem swojej drużyny. Sukces ten powtórzył również dwa lata później, w sezonie 2009. W późniejszym czasie na krótko został zawodnikiem ekipy Placencia Assassins, aby później zasilić szeregi Toledo Ambassadors, z którym podczas rozgrywek 2010/2011 zdobył wicemistrzostwo kraju. Szybko powrócił jednak do Assassins, gdzie w 2011 roku po raz trzeci zdobył mistrzostwo Super League, zaś w wiosennym sezonie 2012 zanotował pierwszy w swojej karierze tytuł mistrza Belize. Pół roku później, w jesiennym turnieju otwarcia rozgrywek 2012/2013, został uhonorowany nagrodą dla najlepszego obrońcy sezonu w lidze belizeńskiej.

## Kariera reprezentacyjna
W 2005 roku Eiley został powołany przez selekcjonera Anthony'ego Adderly na Puchar Narodów UNCAF. Właśnie podczas tych rozgrywek, 19 lutego w przegranym 0:2 meczu fazy grupowej z Gwatemalą, zadebiutował w seniorskiej reprezentacji Belize. W tym turnieju pełnił rolę podstawowego gracza swojej drużyny i rozegrał wszystkie trzy mecze w pełnym wymiarze czasowym, lecz jego kadra po komplecie porażek odpadła już w fazie grupowej. Dokładnie taka sama sytuacja miała miejsce dwa lata później, kiedy to podczas kolejnego Pucharu Narodów UNCAF Belizeńczycy zanotowali trzy porażki, zaś Eiley wystąpił we wszystkich meczach od pierwszej do ostatniej minuty. W 2011 roku znalazł się w składzie na Copa Centroamericana, kontynuację Pucharu Narodów, gdzie tak jak poprzednio był podstawowym stoperem swojej kadry, notując wszystkie trzy spotkania w pełnym wymiarze czasowym, a Belizeńczycy, prowadzeni wówczas przez Renana Couoha, odpadli z rozgrywek w fazie grupowej.
W późniejszym czasie Eiley w roli kluczowego zawodnika reprezentacji występował w eliminacjach do Mistrzostw Świata 2014, podczas których siedmiokrotnie pojawiał się na boiskach, lecz nie zdołał awansować ze swoją drużyną na mundial. W 2013 roku znów znalazł się w składzie na Copa Centroamericana, gdzie w pełnym wymiarze czasowym rozegrał wszystkie pięć meczów, a Belizeńczycy, prowadzeni przez kostarykańskiego szkoleniowca Leroya Sherriera Lewisa, zajęli czwartą lokatę, najwyższą w historii swoich występów w tym turnieju. Kilka miesięcy później został powołany przez amerykańskiego trenera Iana Morka na Złoty Puchar CONCACAF, gdzie rozegrał dwa z trzech spotkań, zdobywając bramkę samobójczą w konfrontacji z Kostaryką (0:1). Jego kadra, debiutująca wówczas w tych rozgrywkach, zanotowała komplet porażek i odpadła z turnieju już w fazie grupowej.